# Червен барбун
Червените барбуни (Mullus surmuletus), също барбуня, са вид актиноптери от семейство Барбунови (Mullidae).
Те са незастрашен вид.
Таксонът е описан за пръв път от Карл Линей през 1758 година.

## Подвидове
- Mullus surmuletus lineatus